# 沙尔尼 (科多尔省)
沙尔尼（法語：Charny，法語發音：[ʃaʁni] ⓘ）是法国科多尔省的一个市镇，属于蒙巴尔区。

## 地理
沙尔尼（47°20'12"N, 4°25'44"E）面积7.8 平方千米，位于法国勃艮第-弗朗什-孔泰大區科多尔省，该省份为法国中东部省份，北起奥布省，西接涅夫勒省和约讷省，南至索恩-卢瓦尔省，东南接汝拉省，东临上索恩省，东北部与上马恩省接壤。
与沙尔尼接壤的市镇（或旧市镇、城区）包括：托雷苏沙尔尼、丰唐日、蒙圣让、努瓦当。

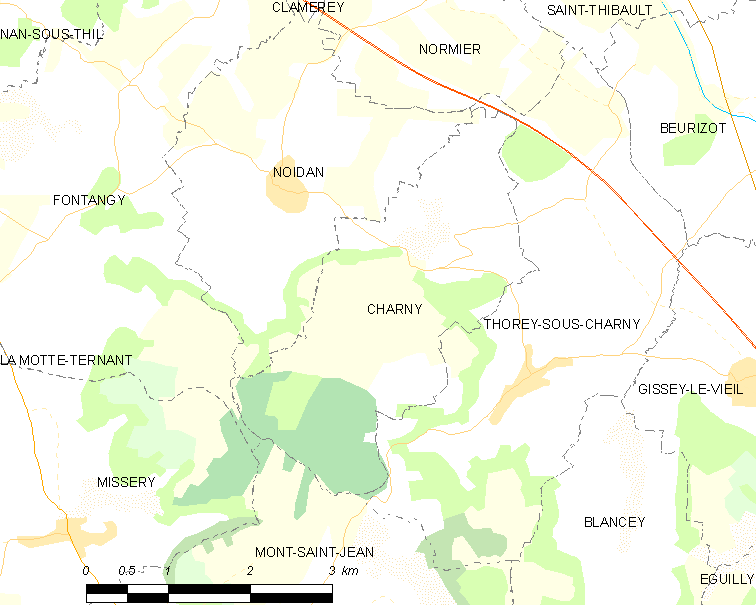
的OSM定位图

沙尔尼的时区为UTC+01:00、UTC+02:00（夏令时）。

## 行政
沙尔尼的邮政编码为21350，INSEE市镇编码为21147。

## 政治
沙尔尼所属的省级选区为欧苏瓦地区瑟米尔县。

## 人口

1962-2008年间人口变化图示

沙尔尼于2022年1月1日时的人口数量为34人。